# Poule (sport)
Pour les articles homonymes, voir Poule (homonymie).
Pour l’article ayant un titre homophone, voir Pool.

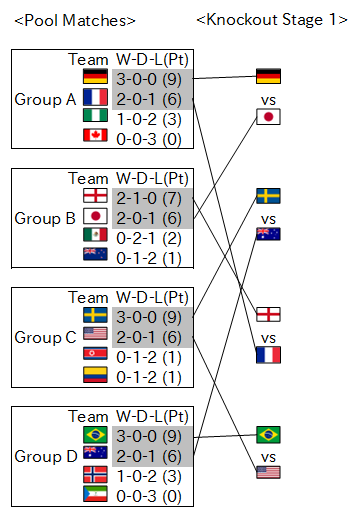
Exemples de poules lors de la Coupe du monde féminine de football 2011, avec les deux premiers de chaque se qualifiant pour les quarts de finale.

Lorsqu'il est utilisé dans le domaine sportif, le terme poule est le plus souvent synonyme de « groupe ». Il peut avoir les significations suivantes :
- une épreuve dans laquelle chaque concurrent rencontre successivement chacun de ses adversaires.
- un groupe d'équipes qui se rencontrent entre elles lors d'un tour de qualification, d'un championnat ou lors de la phase finale d'un tournoi majeur par exemple.
- une épreuve pour chevaux de trois ans qui courent pour la première fois.

Ce terme a fait un aller-retour entre la France et l'Angleterre. Le terme Français « Poule » aurait été repris par les milieux des courses hippiques avant de devenir un mot familier aux joueurs et amateurs de rugby et de football. « Poule » aurait d'abord été une abréviation de poulain ou pouliche, puis aurait désigné le total des mises des parieurs, puis les courses d'essai permettant de classer les poulains et les pouliches. L'idée d'épreuve de classement a survécu dans la langue du sport. 
Jusqu'en 1958, la Fédération internationale de football association a fait couramment usage de l'appellation « poule » (en français) et « pool » (en anglais) pour désigner les groupes dans sa compétition de la Coupe du monde de football, avant de lui préférer le terme « groupe » (« group » en anglais). En Grande-Bretagne, pool désigne également toujours aujourd'hui l'ensemble des paris sur les matchs de football,.